# 内藤元泰
内藤 元泰（ないとう もとやす）は、戦国時代の武将。安芸国の戦国大名・毛利氏の家臣。

## 出自
内藤元泰が生まれた安芸内藤氏は、建保4年（1216年）に厳島神社領であった安芸国高田郡長田郷の地頭となって以来、その地を代々領し、中郡衆の一つに数えられた国人。元泰の曽祖父である内藤中務丞元泰の代までに毛利氏の麾下に入っている。

## 生涯
生年は不明だが、安芸内藤氏当主・内藤元種の子として生まれる。
天文22年（1553年）、内藤家の家領相続を毛利隆元から安堵され、弘治3年（1557年）には周防国河内郷内に30貫目を与えられた。同じく弘治3年（1557年）12月2日、防長経略が終わった後の毛利氏家臣239名が名を連ねて軍勢狼藉や陣払の禁止を誓約した連署起請文において、235番目に「内藤才松」と署名している。
永禄7年1月12日（1564年2月24日）、毛利幸鶴丸（後の毛利輝元）を烏帽子親として元服し、曽祖父と同名の元泰を名乗った。
永禄9年（1566年）に毛利氏へ降伏した尼子義久・倫久・秀久兄弟が、内藤氏領内にある内藤氏の祈念寺・円明寺に収容した際、その警備を命じられた。その代わりに、警備を命じられている間の軍役や諸公事を免除されている。
元亀3年（1572年）に浦上宗景を攻めた際には、宇喜多直家への援軍として出陣した備後の国衆の検使に任じられ、天正年間には備前方面を転戦した。
その後、慶長2年（1597年）に嫡男・広泰に所領を譲り、慶長13年（1608年）8月7日に死去。